# Exacum nanum
Exacum nanum är en gentianaväxtart som beskrevs av Klack.. Exacum nanum ingår i släktet Exacum och familjen gentianaväxter. Inga underarter finns listade i Catalogue of Life.